# Żona żołnierza
Żona żołnierza – singel promujący album   Kazika Staszewskiego „Melodie Kurta Weill’a i coś ponadto”. Ukazał się 23 kwietnia 2001 roku nakładem wydawnictwa S.P. Records. Singel został wydany na małej CD (80 mm).

## Lista utworów
1. Ballada o kobiecie żołnierza
2. Ballada o kobiecie żołnierza (bez organów i trąbki)
3. Ballada o kobiecie żołnierza (oryginalna perkusja Tomasza wraz ze skasowanymi później przypadkowo organami i trąbką)
4. Ballada o kobiecie żołnierza (jeszcze coś innego)

słowa: Bertolt Brecht
muzyka: Kurt Weill
tłumaczenie: Roman Kołakowski